# Ändmorän

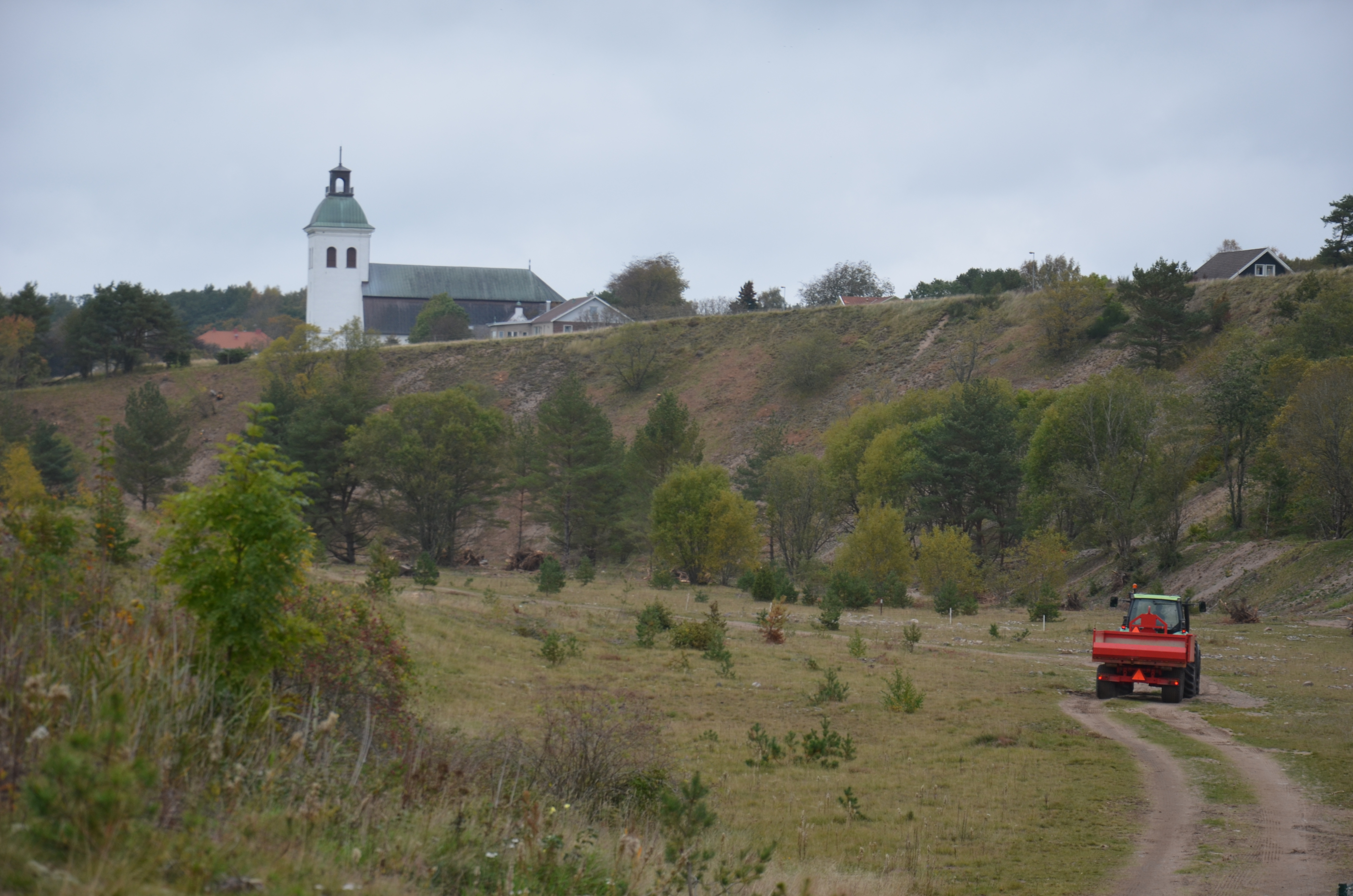
Fjärås kyrka ligger på toppen av Fjärås bräcka, en ändmorän som idag används som vattenreningsfilter för Kungsbacka kommun och som tidigare använts som grustäkt av Statens Järnvägar

Ändmorän är en morän som ligger vinkelrätt mot isens rörelseriktning. Den har ansamlats av isen vid dalglaciärernas avsmältningspunkter och vid iskanten under istidens avsmältningsskede, kallas även randdelta. Mestadels består den av kantiga block och stenar. Rekarnebygden i Sverige, Raerne i Norge och Salpausselkä i Finland är exempel på områden med riklig förekomst av ändmoräner.

## Exempel på långsträckta och i landskapet väl synliga ändmoräner
- Fjärås bräcka
- Berghemsmoränen
- Glaciotektonik
- Kritisk kilteori
- Hindens rev
- Salpausselkä